# الدب الأصغر (كوكبة)
كوكبة الدب الأصغر أو بَنَات نَعْش الصغرى (بالإنجليزية: Ursa Minor)‏ أقرب الكوكبات إلى القطب الشمالي وترسم في الخرائط وعلى الكرات السماوية بصورة دب صغير قائم الذيل. نجومها الهامة والرئيسية هي سبعة فقط، ولكن توجد 20 نجمة أخرى ليست معروفة كثيرا وليست مرتبطة بالصورة التي تخيل عليها القدماء الدب الأصغر. ففي طرف ذيل الدب الأصغر يوجد نجم كبير لامع واضح هو نجم الشمال (أو النجم القطبي) وهو لايقع فوق قطب الأرض الشمالي تماما ولكن يبعد عنه بمقدار ضئيل، وقد استخدم قديما لتحديد الاتجاهات. أشد نجوم الدب الأصغر لمعانا - نجم الشمال - هو ما نسميه بالعربية الجُدَيّ وهو طرف ذيل الدب الأصغر، ويسمى باللغات الأجنبية Polaris.
وتقول الميثولوجيا الإغريقية أن «كاليستو» قد تحولت إلى دب وأصبحت الدب الأكبر، وقد تزوجت بأحد الآلهة وأنجبت منه ابنها «أركاس» الذي تحول إلى الدب الأصغر.

## النجم القطبي

صورة متحركة توضح كيفية دوران السماء حول النجم القطبي، وحوله توجد الكوكبات التي تُسمّى: "الكوكبات أبدية الظهور". من ضمنها الدب الأكبر والدب الأصغر.

النجم القطبي أو الجدي أو «ألفا الدب الأصغر»، نجم الجدي هو ألمع وثاني أبعد نجم في كوكبة الدب الأصغر بالنسبة لنا، حيث يبعد 430 سنة ضوئية ويبلغ قدره الظاهري 1,97، توجد أهمية كبيرة للنجم القطبي غير كونه ألمع نجوم الكوكبة وهي أنه حاليا نجم القطب، وسيستمر كذلك لمدة 11000 سنة قادمة حتى يتغير محور الأرض ويصبح نجم القطب هو النسر الواقع، ونجم القطب هو النجم الذي يقع تقريبا في المركز الذي تدور حوله السماء (أي أن الأرض هي التي تدور فيبدو لنا كأن السماء تدور)، حيث يبعد نجم الجدي عن مركز السماء فقط 0.7 درجة وبذلك يبقى دائما في السماء، وهو يقع دائما في الشمال لذلك فقد كان هاماً جداً بتحديد الاتجاهات قديماً، وهو واحدٌ من النجوم الأبدية الظهور كما سماها العرب القدماء.

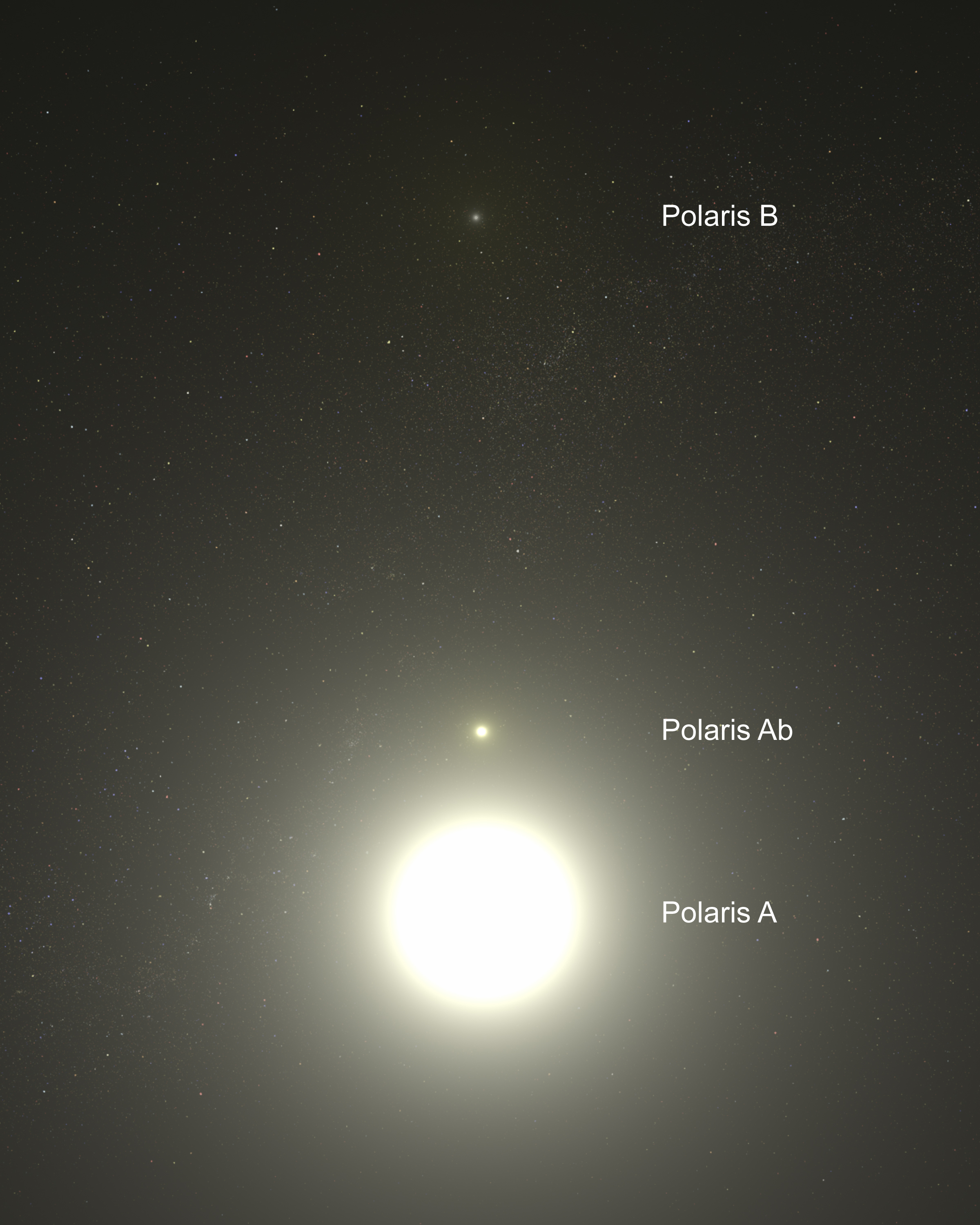
نجم الجدي ومعه تابعاه

من المحتمل أن نجم الجدي كان جزءاً من تجمع نجمي مفتوح ثم تفكك بعد ذلك، ونجم الجدي هو عبارة عن عملاق عظيم أصفر، ويكون نجم الجدي مع نجمين آخرين نظاماً نجمياً، وهما «نجم الجدي أ» و«نجم الجدي ب»، وأول من لاحظ وجود «نجم الجدي ب» هو العالم وليام هرشل في عام 1780م ثم اكتشف في عام 1929م، و«نجم الجدي أ» و«نجم الجدي ب» كلاهما قزمان.

## الأجرام السماوية في كوكبة الدب الأصغر

### النجوم
تتكون مجموعة الدب الأصغر من سبعة نجوم رئيسية تسمى أيضاً بنات نعش الصغرى، حيث أن ذيل الدب هو البنات الثلاث والمربع في نهايتهم هو النعش، وثاني ألمع نجوم المجموعة هو «بيتا الدب الأصغر» أو أنور الفرقدين (والفرقدان هما أبعد نجمين عن النجم القطبي في الكوكبة)، يبلغ قدره الظاهري 2,07 ويبعد عنا 126 سنة ضوئية، وهو عملاق برتقالي حيث تبلغ درجة حرارته 4000 كلفن.
أما ثالث ألمع نجوم المجموعة فهو أخفى الفرقدين أو «غاما الدب الأصغر»، وهو أقرب نجم إلى أنور الفرقدين، ويبعد عنا 480 سنة ضوئية تقريباً، حرارته تتراوح ما بين 7500 و11000 كلفن، وقوة ضوئه تبلغ 1100 ضعف قوة ضوء الشمس. أما النجم الرابع من حيث اللمعان فهو «إبسلون الدب الأصغر» وهو أقرب نجوم الذيل إلى النعش، وهو نظام نجمي (نجم ثنائي) يبلغ مقدار لمعانه 4,21 ويبعد عنا 347 سنة ضوئية، وهو عملاق أصفر، يليه «زيتا الدب الأصغر» وهو أقرب نجوم النعش إلى الذيل، وهو يبعد عن الأرض 380 سنة ضوئية ويبلغ قدره 4,32. أما النجم السادس من حيث اللمعان فهو «دلتا الدب الأصغر» وهو أقرب نجوم الكوكبة إلى النجم القطبي حيث يتوسط ذيل الدب، يبعد 185 سنة ضوئية ويبلغ قدره 4,85. وأخيراً أخفت نجوم الكوكبة هو «إتا الدب الأصغر» حيث يبلغ لمعانه 4,95، وبالرغم من ذلك فهو أقرب نجوم الكوكبة إلينا حيث يبعد 97 سنة ضوئية عنا فقط.

### المجرات
توجد مجرة هامة واحدة فقط في هذه الكوكبة، وهي «قزم الدب الأصغر»، وهي مجرة إهليلجية قزمة اكتشفت في عام 1954م، ويبلغ قدرها الظاهري 11,9، وهي تتكون من أعداد هائلة من النجوم القديمة، وقد اكتشف العلماء أنه لا توجد ولادة مستمرة للنجوم في هذه المجرة.